# Athletics Norfolk Island
Athletics Norfolk Island – narodowa federacja lekkoatletyczna na Norfolku, która należy do OAA. Siedziba znajduje się w mieście Burnt Pine, a prezesem jest Brentt Kenneth Jones.
Federacja została założona w 1993 roku i była przyjęta do IAAF w 1995 roku.
Jest to również organ odpowiedzialny za reprezentację Norfolku na Igrzyskach Wspólnoty Narodów.